# Arriba!!! Arriba!!!
Arriba!!! Arriba!!! è stato un programma televisivo italiano per ragazzi, spin-off del contenitore serale Go-Cart e in onda su Rai 2 dal 27 dicembre 1995 al 17 marzo 1996. Era diviso in due parti: la prima aveva inizio alle 20:05, la seconda alle 20:50, dopo il TG2.

## Il programma
Arriba!!! Arriba!!!, titolo tratto dal motto di Speedy Gonzales, fu condotto da Heather Parisi, con gli interventi di Simone Annicchiarico e Peppe Quintale; per la prima volta la soubrette si cimentò nelle vesti di conduttrice unica, in un programma che si proponeva di fornire divertimento educativo. Ideato da Paolo Taggi, Lorenzo Cairoli e Maurizio Rasio, vedeva la collaborazione di un'équipe di consulenti socio-psicologici, tra cui Paolo Crepet e Marina D'Amato.
Ogni settimana erano ospiti due bambini accompagnati da un adulto (nonno, genitore o amico) per affrontare in studio prove d'abilità e vari giochi, inframezzati nell'intervallo dai cartoni della Warner. La "Sfida Finale" consisteva nel rispondere "Sì" o "No" a una serie di domande formulate dalla Parisi. I bambini concorrenti stavano seduti su sedili puff imbottiti di sostanze viscose.